# Incamyia sandovali
Incamyia sandovali är en tvåvingeart som beskrevs av Cortes och Campos 1971. Incamyia sandovali ingår i släktet Incamyia och familjen parasitflugor. Inga underarter finns listade i Catalogue of Life.